# Аркејдија (Канзас)
Аркејдија (енгл. Arcadia) град је у америчкој савезној држави Канзас.

## Демографија
По попису из 2010. године број становника је 310, што је 81 (-20,7%) становника мање него 2000. године.
| Група             | 2000.       | 2010.       |
| Белци             | 375 (95,9%) | 284 (91,6%) |
| Афроамериканци    | 2 (0,5%)    | 4 (1,3%)    |
| Азијати           | 0 (0,0%)    | 0 (0,0%)    |
| Хиспаноамериканци | 1 (0,3%)    | 10 (3,2%)   |
| Укупно            | 391         | 310         |